# Semana Santa en Astorga
La Semana Santa en Astorga es uno de los principales acontecimientos culturales, religiosos y turísticos de esta ciudad española. Entre el Viernes de Dolores y el Domingo de Resurrección procesionan ocho cofradías y hermandades, a las que se une la Junta Profomento de la Semana Santa, que desfilan un gran elenco de imaginería religiosa. En 1997 fue declarada de Interés Turístico Regional y en 2011 de Interés Turístico Nacional.

## Historia

### Cofradías penitenciales históricas
Desde el inicio de la Edad Moderna, el desarrollo de la asociación gremial favoreció la creación de hermandades asistenciales, de ayuda mutua, puestas bajo el patronazgo de una advocación religiosa. Junto a esas asociaciones surgieron hermandades para el fomento de los cultos litúrgicos y, especialmente, el arrepentimiento a través de la penitencia. En Astorga, estas asociaciones penitenciales nacieron, como en otros lugares de España, al amparo de los conventos mendicantes de la ciudad. Así, el origen de la Cofradía de la Santa Vera Cruz se encuentra en la comunidad franciscana —cuya veneración por el leño de la Cruz dio origen a las cofradías de la Vera Cruz en España—, mientras que en el convento dominico de Puerta de Rey surgió la Cofradía de Jesús Nazareno y Virgen de la Soledad.

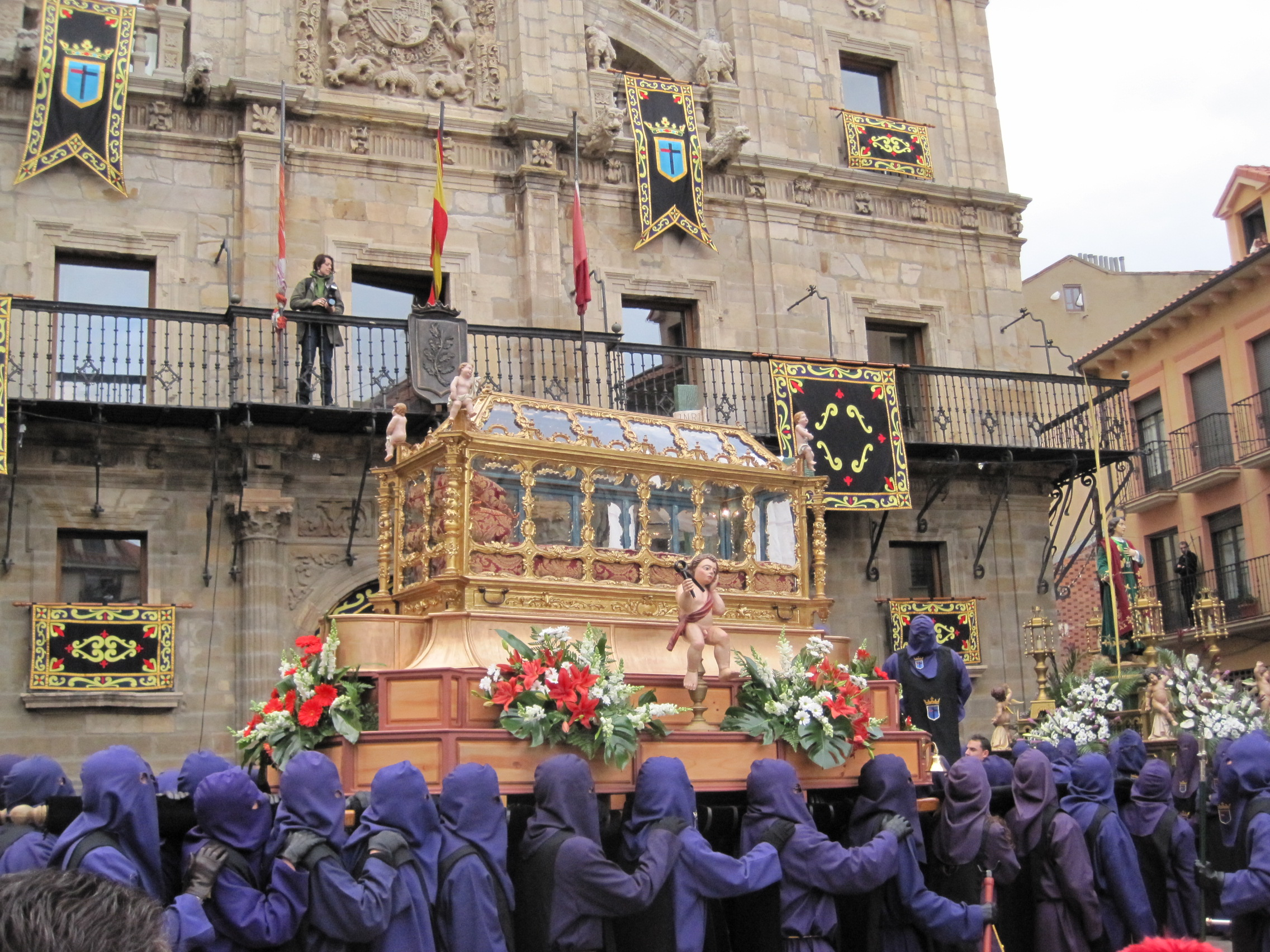
Urna para el Cristo Yacente

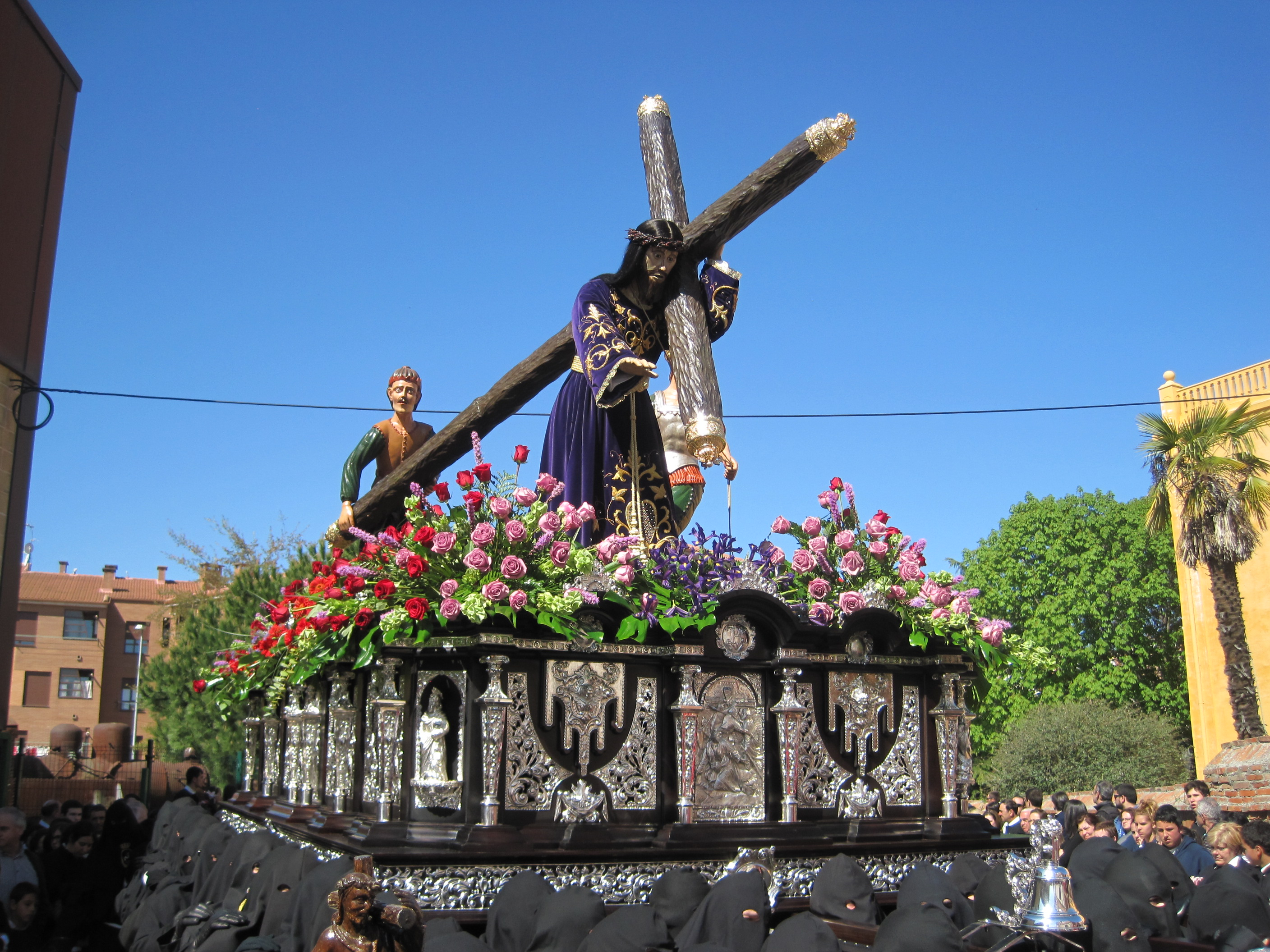
Jesús Camino del Calvario

Las primeras ordenanzas conservadas de la cofradía de la Santa Vera Cruz datan de 1568, aunque los orígenes de la institución son anteriores. El asentamiento de los franciscanos en Astorga se remonta al siglo XIII, lo que pudo permitir una rápida organización de esta asociación, aunque no sería hasta el siglo XVI cuando se organizó como institución penitencial. La cofradía dispuso de capilla propia al lado del templo franciscano y siempre estuvo en conexión con la comunidad.
El ingreso de cofrades venía marcado por su participación en las procesiones como hermanos de luz —aquellos que alumbraban las imágenes o insignias— o hermanos de disciplina —flagelantes en los desfiles—. El Jueves Santo al anochecer y el Viernes Santo eran las ocasiones en las que la cofradía salía a la calle. De ese primer momento se conservan dos de las esculturas procesionales, un Crucificado de hacia 1560 y un Ecce Homo, cuya cabeza fue renovada en el siglo XVIII con peluca y ojos de cristal. A partir de 1612 se documenta la procesión del entierro, después del sermón del Descendimiento que se realizaba en la iglesia de San Francisco y que tenía al Cristo articulado como protagonista.

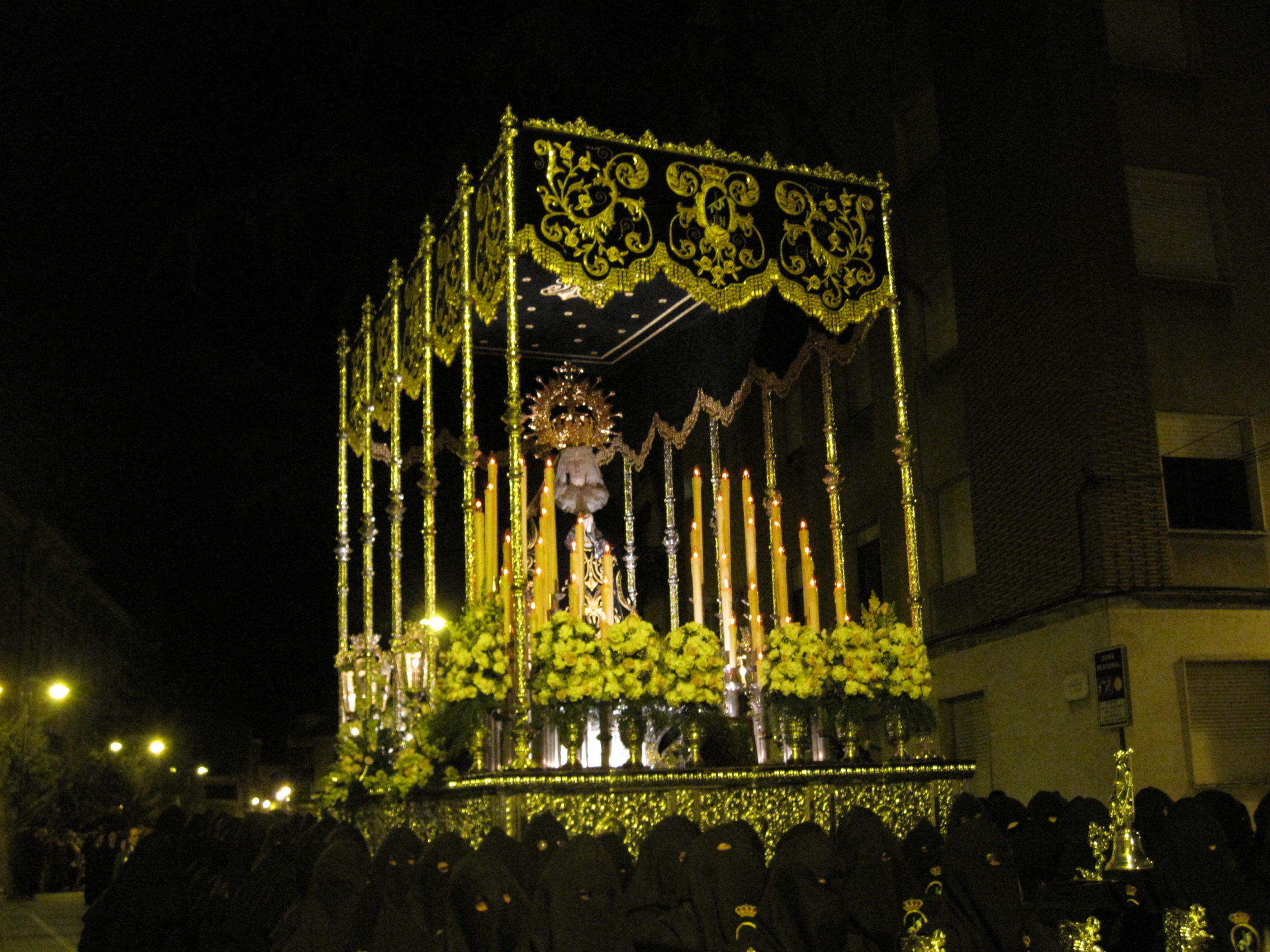
María Santísima de la Soledad

Durante el siglo XVIII se reformaron pasos o se encargaron otros nuevos; así, en 1764 la urna del yacente fue sustituida por una nueva en estilo rococó. En 1783, la imagen de Jesús Nazareno fue retirada y vendida al pueblo de Luyego, y se encargó una nueva, que procesionan los Caballeros del Silencio. A finales del siglo se acometió la obra del nuevo retablo de la capilla de la cofradía y se realizó la enseña de la hermandad, la Cruz Dorada. Tras la destrucción debida a la Guerra de la Independencia, se reconstruyó la capilla bajo el reinado de Fernando VII y se encargaron pasos nuevos, como el de la Oración en el huerto.
En el caso de la cofradía de Jesús Nazareno, la destrucción de su archivo y de sus pasos originales durante la Guerra de la Independencia dificultan conocer con detalle sus orígenes aunque se sabe que se constituyó el 28 de enero de 1674, auspiciada por la comunidad dominica, la misma que promovió la cofradía en León en 1611. Desde ese momento se comenzaron a encargar los primeros pasos que protagonizarían la procesión de la mañana del Viernes Santo y que, a diferencia de la inicial sobriedad de la Vera Cruz, tendrían un mayor sentido escénico, siguiendo la influencia de los modelos realizados en Valladolid. Así, en sus primeros años se encargaron los pasos de la Coronación y Jesús camino del Calvario, a los que se sumarían una imagen representando a la Virgen y otra representando a San Juan Evangelista.
En 1751 edificó su capilla, que en el siglo XIX se convirtió en la iglesia parroquial de Puerta de Rey. En 1786, el denominado lance del encuentro de Jesús y María en la calle de la Amargura, el otro gran acontecimiento escénico de la Semana Santa astorgana junto al acto del Descendimiento, intentó ser prohibido por el vicario Blas Manuel Martínez Valles «en atención al bullicio, alboroto, desorden, irrisión, escándalo y poca devoción... por los que llevan el paso de San Juan en yr corriendo».
Tras los daños producidos por la Guerra de la Independencia, comenzó la reconstrucción de la cofradía. En 1815 se encargó el paso de Jesús Camino del Calvario —principal imagen de la hermandad— al cual se le añadieron posteriormente el Cireneo y los dos sayones, y en los años posteriores se encargaron varios pasos (Flagelación de Cristo, Coronación de Espinas y Presentación de Jesús al Pueblo) con la imposición de reproducir los destruidos por la guerra; a estas recreaciones escénicas, caracterizadas por sus figuras cargadas de ingenuidad, se sumaron también en el siglo XIX la figura de San Juan Evangelista, las Lágrimas de San Pedro y dos imágenes de bastidor, la Virgen de los Dolores y La Verónica. Todas ellas conformarían la procesión que organiza la cofradía la mañana del Viernes Santo.

### Creación de la Junta Profomento y renovación de las cofradías históricas

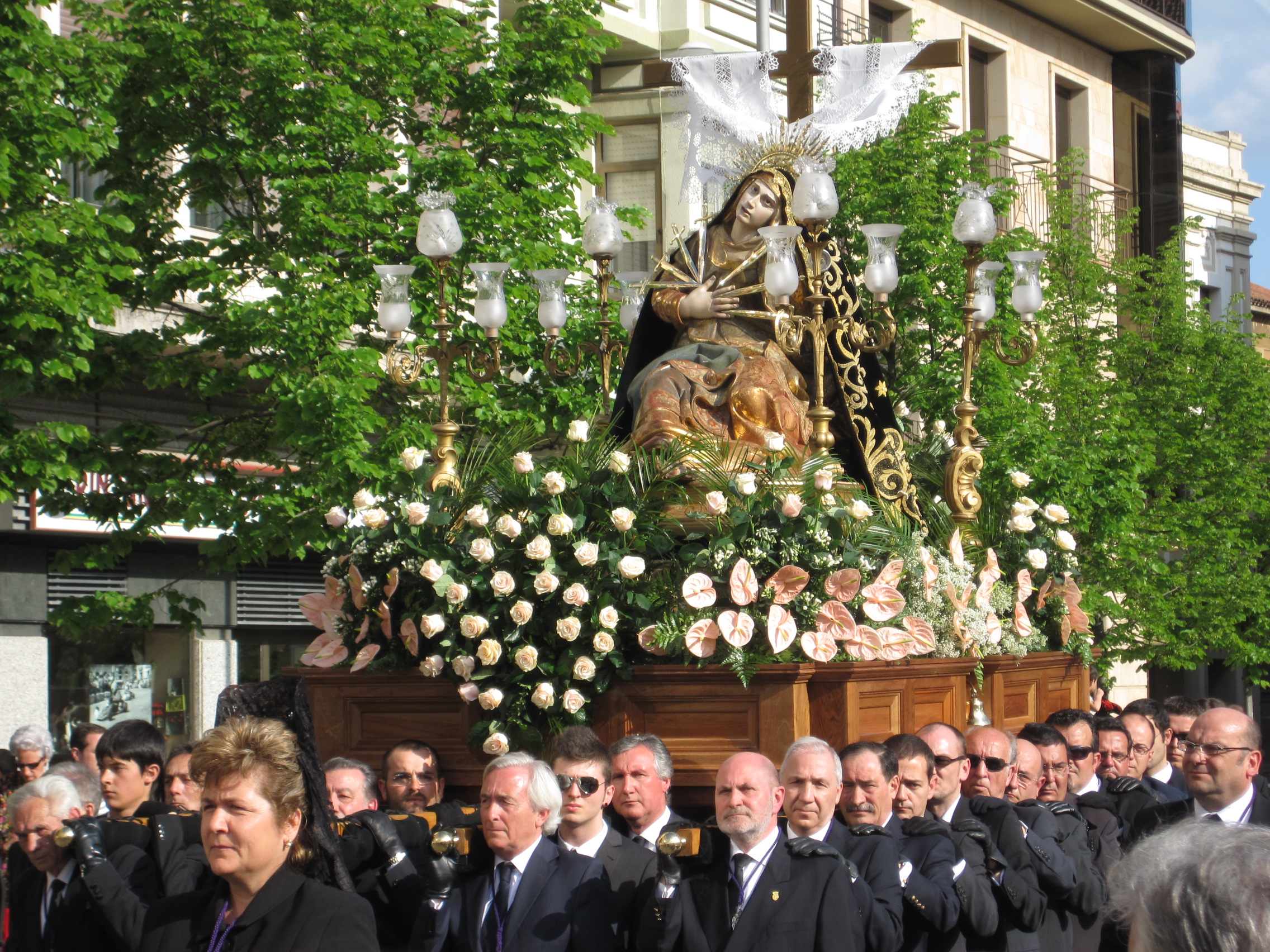
Virgen de los Dolores

Las celebraciones con motivo del centenario de los Sitios de Astorga motivaron una reactivación de los actos de Semana Santa. El proyecto de reorganización de la misma, con el que nacía la Junta Profomento de la Semana Santa, fue aprobado por el Obispado el 30 de octubre de 1908 y por el Ayuntamiento el 7 de noviembre del mismo año. En el documento de creación de la Junta se establecía el orden de las procesiones que se celebrarían en la ciudad.

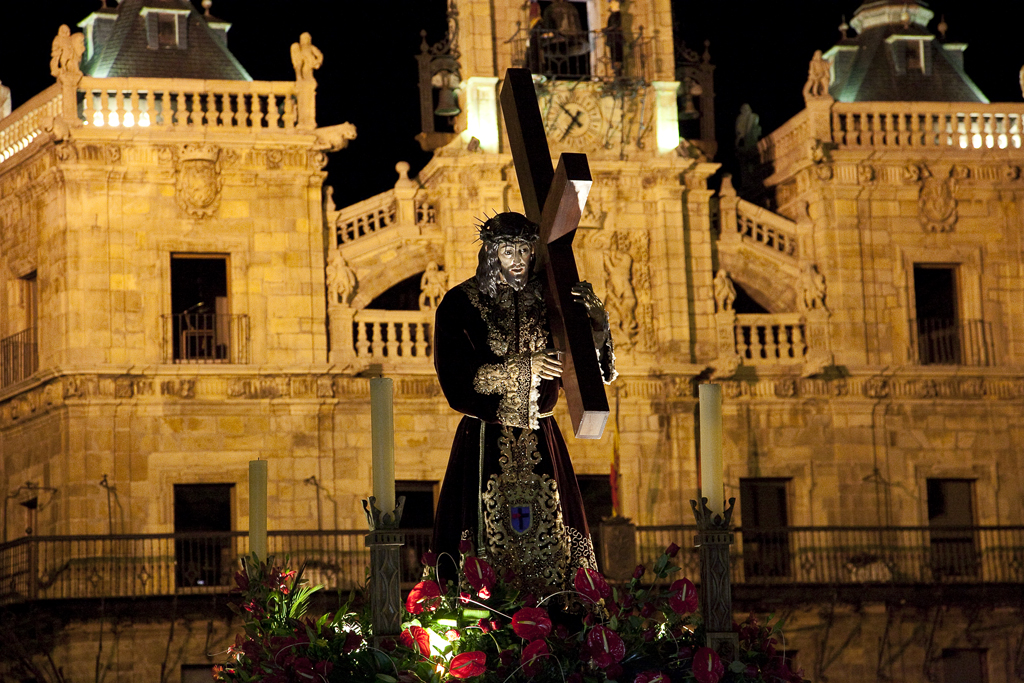
Jesús Nazareno

El Jueves Santo por la mañana se celebraba la Procesión de los Pasos, organizada por la Vera Cruz, que se mantuvo hasta 1963. En ella participaban los Niños Nazarenos, vestidos con túnica negra, corona de esparto en la cabeza, portando cruces de color negro, y entonando la melodía del vil populacho. Salían los pasos de la Oración del Huerto —posteriormente se ha procesionado en San Justo de la Vega—, la Cruz Verde, San Pedro y el Prendimiento de Cristo.
El Viernes Santo comenzaba con la Procesión del Encuentro, organizada por los cofrades de Jesús Nazareno, y continuaba por la tarde con el Santo Entierro, en el que salían la Cruz Verde, San Juan Evangelista, la Virgen y la Urna con el Cristo Yacente. Por la noche, de la mano de la cofradía de Jesús Nazareno, la Cruz Verde, San Juan Evangelista y la Farola acompañaban a María Santísima de la Soledad, imagen de bastidor de finales del siglo XVIII o principios del XIX que seguía los modelos del sur.
Fruto de esa reorganización, las cofradías añadieron novedades a su patrimonio en torno a esa fecha de 1908. Así, la Vera Cruz incorporó el San Juan Evangelista —que donó el prelado Juan de Diego y Alcolea—, las Lágrimas de San Pedro —adquirido por suscripción popular— y el Prendimiento de Cristo, de inspiración salcillesca. Por su parte, la cofradía de Jesús Nazareno incorporará el vidrio artístico en dos nuevos pasos, la Farola y la Cruz Verde.

### Nuevas cofradías. Renovación de los años 1950

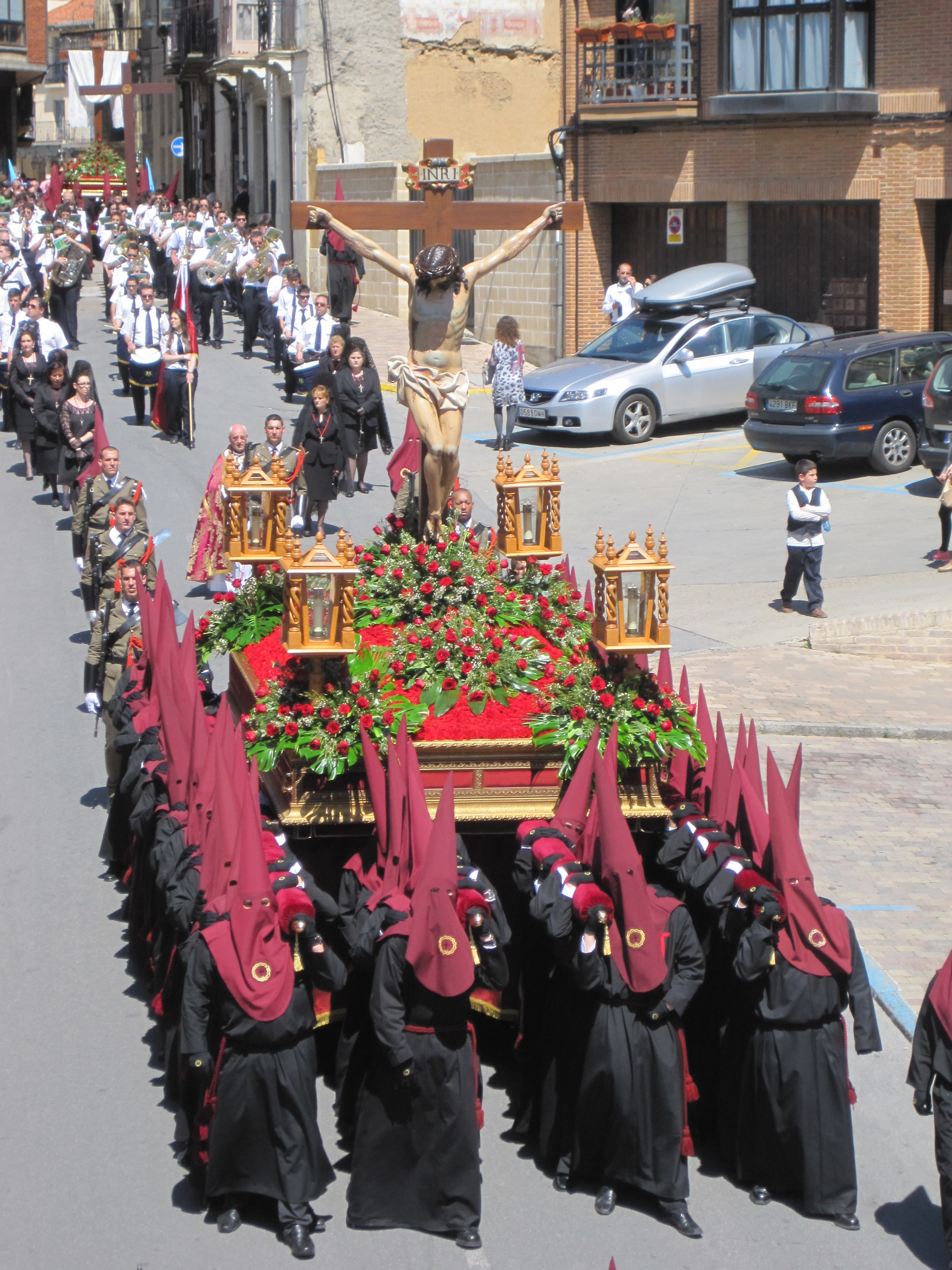
Bendito Cristo de los Afligidos

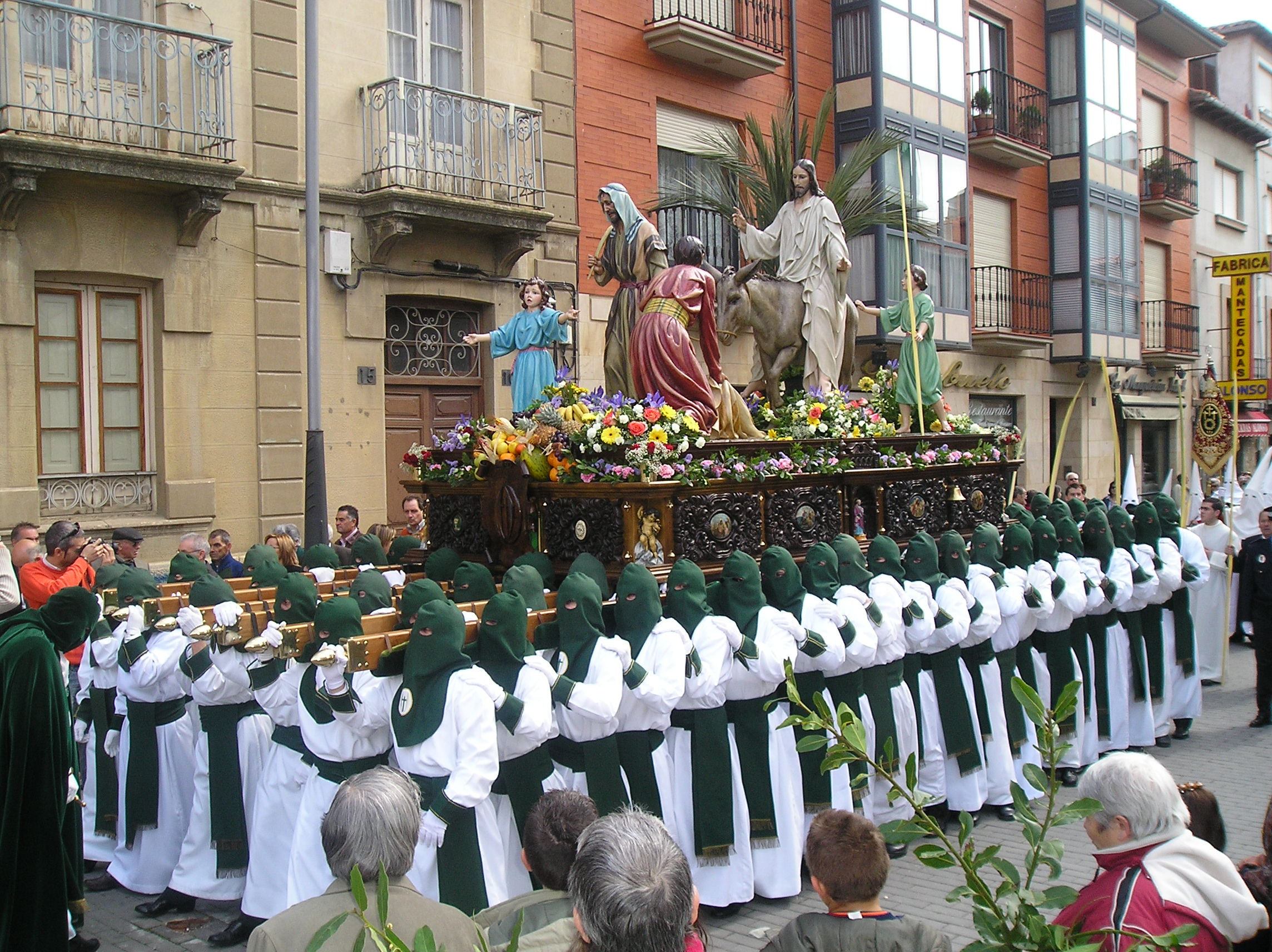
Entrada de Jesús en Jerusalén

El impulso renovador surgido en torno a 1908 continuó hasta la década de 1920. Así, la Junta encargó nuevos pasos, como el Descendimiento en 1923, que se procesiona en el Santo Entierro, o los Preparativos de la Crucifixión en 1924, que es procesionado por los nazarenos de Puerta de Rey. Igualmente se crearon nuevas cofradías, en torno a una imagen de devoción antigua, y ambas con sede en la parroquia de San Bartolomé. La primera es la de Nuestra Señora de los Dolores, cuyos estatutos se aprobaron en 1911 y que tiene como titular una Dolorosa de 1705 realizada por José de Rozas, quien tomó como modelo la Virgen de las Angustias tallada por Juan de Juni. La segunda es la Hermandad de Caballeros del Silencio, constituida en 1926 en torno al Jesús Nazareno de la Vera Cruz.
En la década de 1950 hubo un nuevo impulso con la creación de cofradías, el encargo de nuevos pasos y la renovación de desfiles procesionales, y a este momento corresponden también las primeras actas conservadas de la Junta Profomento. En la primera de ellas, del 25 de febrero de 1953, se trató, entre otros temas, la constitución de la Cofradía de la Entrada de Jesús en Jerusalén. En 1944-45 se había realizado el paso de la Entrada de Jesús en Jerusalén y a su alrededor, en el barrio de Rectivía, surgió la hermandad, que no se constituyó canónicamente hasta 1958, y que procesionaría en la mañana del Domingo de Ramos. Unos años antes, en 1943, había nacido la Cofradía del Bendito Cristo de los Afligidos, con sede en la parroquia de San Andrés y cuyo titular es el Crucificado del siglo XVII que preside el retablo de la iglesia.
Entre los nuevos pasos de estos años están la Santa Cena de 1952, y la Oración en el Huerto de 1955, que copia un tema de Salcillo. El primero dio lugar a una nueva procesión en la noche del Jueves Santo y en principio estuvo vinculado a la Hermandad de Caballeros del Silencio, donde pronto surgió el germen de la Hermandad de la Santa Cena, aunque no se constituyó hasta 1969, agrupando a empresarios y trabajadores del gremio de hostelería.
En 1954 se comenzó a programar, en la tarde del Martes Santo, el acto público del Vía Crucis en la plaza Mayor; posteriormente fue sustituido por el que se celebra en la Catedral. En él se daban cita representantes de todas las cofradías, con tres pasos: la Virgen de los Dolores, el Bendito Cristo de los Afligidos y la Farola de Puerta de Rey.

### Decadencia. Resurgir a finales de los años 1980

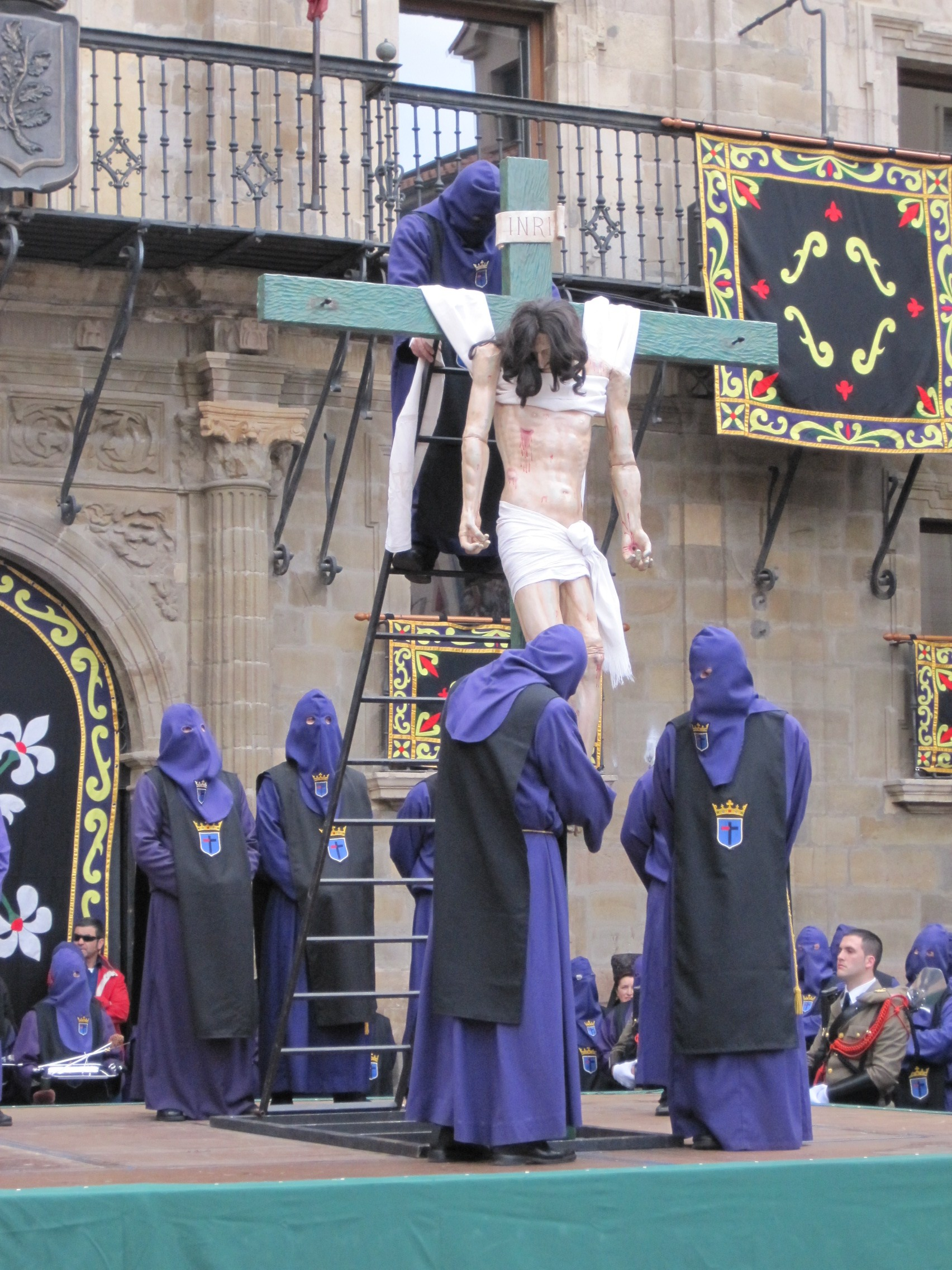
Acto del Desenclavo

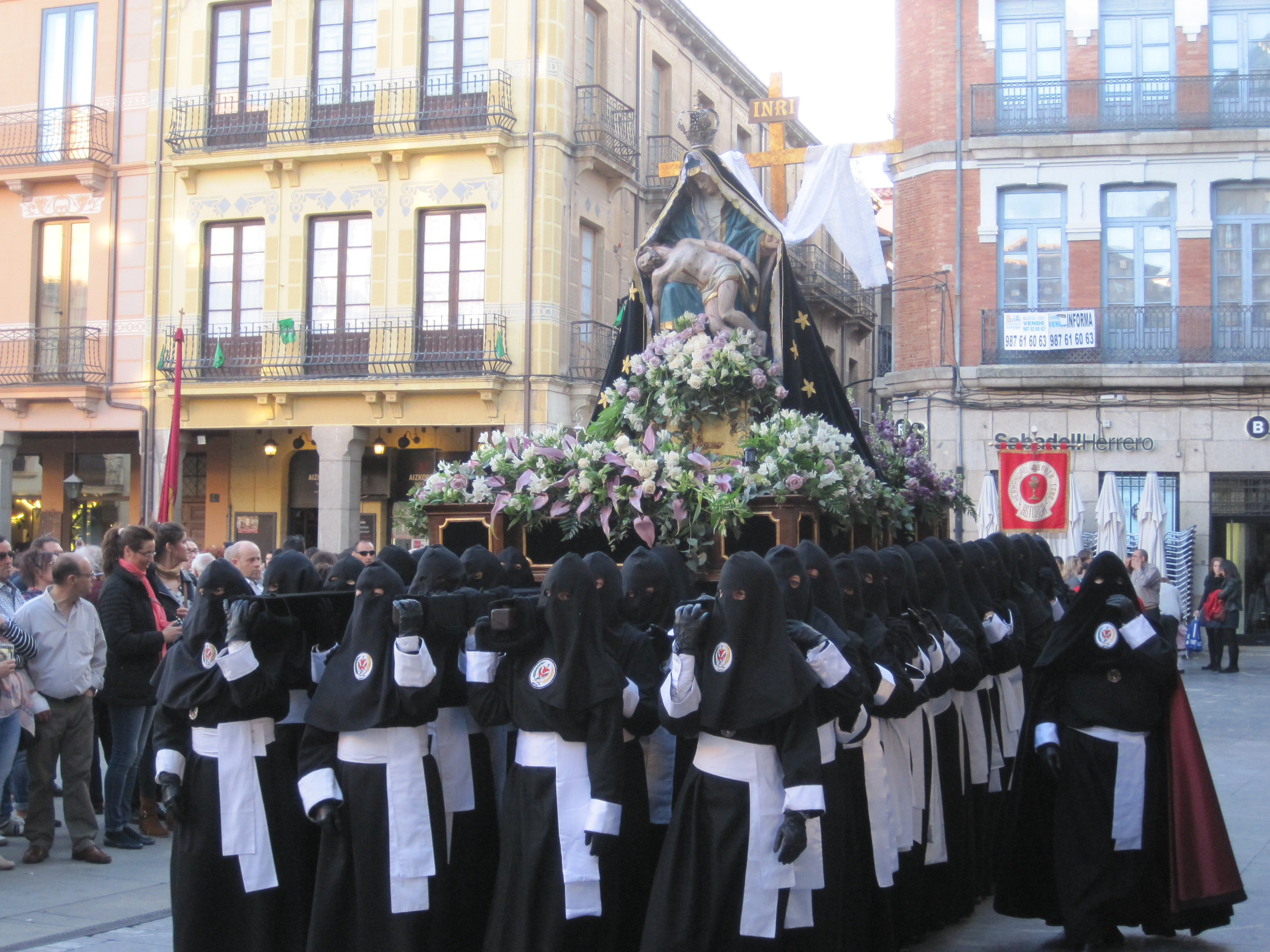
Virgen de la Piedad

Después de ese periodo de renovación que supusieron los años 1950, los desfiles procesionales entraron en un paulatino retroceso que redujo la actividad hasta hacer pensar en su desaparición. Sin embargo, gracias a la iniciativa emprendedora del platero José Manuel Santos, que supo contagiar su entusiasmo para retomar la Semana Santa, un grupo de jóvenes secundó estas nuevas ideas y, con la participación de la Junta Profomento y la colaboración de toda la ciudad, se pusieron los cimientos de las celebraciones contemporáneas.
El 23 de septiembre de 1989, la Junta aprobó unos nuevos estatutos y retomó su papel de foro de discusión y organización de los actos procesionales. En 1992 adoptó su logo, que presenta, junto a la Cruz y una rama de roble, una cadena de seis eslabones que representa el espíritu de colaboración entre las seis cofradías existentes en ese momento. Ha mantenido, entre sus diversos encargos, la tradición del pregón, en la cual el pregonero, designado cada año —seglar y religioso en años alternos—, prepara los ánimos para los acontecimientos que se van a celebrar.
También ha trabajado de forma activa en la promoción y recuperación del patrimonio pasional astorgano. Con su patrimonio se celebró, en mayo de 1990, el Congreso Interdiocesano de Cofradías; en 1991 participó en el Congreso Nacional de Cofradías, que tuvo lugar en León, con una exposición de pasos en la iglesia de San Bartolomé, y en 1993 —año santo jacobeo— organizó una exposición temporal en el claustro del Seminario y el local anejo a San Bartolomé. En cuanto a su recuperación, ha gestionado las ayudas pertinentes para contribuir a la restauración y conservación de los pasos, y ha contribuido a la reforma o mejora de las andas.
Así mismo, se recuperaron tradiciones perdidas. En 1982 se comenzó a realizar la procesión del Resucitado en la mañana del Domingo de Pascua; supone el encuentro del Resucitado, escultura de Gregorio Español, con la Virgen del Amor Hermoso, talla a la que se rinde culto en la parroquia de Santa Marta, al terminar la celebración religiosa en la Catedral. En 1989 se recuperó el acto del Desenclavo —se comenzó a practicar a principios del siglo XVII—, que tiene lugar durante la procesión del Santo Entierro, en la plaza Mayor; San Juan y la Soledad se colocan a ambos lados del Crucificado, mientras varios cofrades desenclavan la imagen de Cristo y, una vez puesto en la urna, prosigue la procesión. Previamente, en la madrugada del Viernes Santo, los cofrades acompañan al Cristo yacente hasta la capilla de San Esteban, donde tiene lugar su enclavamiento en la cruz.
En 1992 se inició una nueva procesión durante la noche del Domingo de Ramos; en ella, se traslada un Cristo flagelado del siglo XVII desde el pueblo de Piedralba y durante el camino se reza el vía crucis, con hogueras señalando las estaciones. Antes de ascender a la Vera Cruz, la imagen es recibida por las religiosas del convento de Santa Clara. Al año siguiente nació la cofradía femenina de las Damas de la Virgen de la Piedad, con sede en el Santuario de la Virgen de Fátima, que participa con un vía crucis el Viernes de Dolores, procesionando un Cristo Crucificado, y el Lunes Santo con la procesión de la Virgen de la Piedad, imagen del siglo XVII procedente de la parroquia de Valdeviejas. En 1995 se sumaron nuevos pasos a los desfiles procesionales: la Virgen de la Piedad, obra de José Ramón Palmero, y el Cristo del Amor y del Perdón, obra de Enrique Morán.

## Junta Profomento
La Junta Profomento de la Semana Santa es el órgano encargado de tomar las decisiones que afectan al conjunto de celebraciones, organizar los actos compartidos y canalizar las ayudas recibidas de las instituciones. Nació el 13 de mayo de 1908; el 30 de octubre del mismo año fue aprobado por el Obispado y el 7 de noviembre por el Ayuntamiento, siendo su principal impulsor el obispo Julián de Diego y Alcolea. Se trató de un proyecto que unía al Obispado, Ayuntamiento, Cofradías, Comercio y Prensa con el objetivo de promocionar, reorganizar los desfiles, acrecentar el patrimonio escultórico y aumentar, en lo posible, su número de visitantes. Desde 1989, año de la aprobación de unos nuevos estatutos, está viviendo una etapa de crecimiento de la Semana Santa.
Entre sus fines se encuentran velar por el patrimonio, tanto propio como de las cofradías, fomentar y enriquecer la Semana Santa, coordinar los desfiles procesionales, organizar el Vía crucis del Martes Santo, encargar el cartel y programa de la Semana Santa, elegir al pregonero y organizar dicho pregón, organizar junto con el Cabildo Catedralicio la procesión del Corpus Christi y colaborar en las llegadas y despedidas de los Obispos de Astorga.
Su órgano de gobierno está formado por el obispo y 16 miembros: dos representantes del obispado —el vicario general de la Diócesis y el asesor religioso—, dos representantes del Ayuntamiento —el Alcalde y la concejala de cultura—, ocho presidentes, hermanos mayores y abadesa de las cofradías, hermandades y archicofradía, y cuatro miembros de la Comisión Permanente: presidenta, vicepresidenta, tesorero y secretario.

## Cofradías y hermandades
| Cofradía                                                                      | Fundación                    | Sede                             | Emblema |
| ----------------------------------------------------------------------------- | ---------------------------- | -------------------------------- | ------- |
| Cofradía de la Santa Vera Cruz y Confalón                                     | 1475 (documento más antiguo) | Capilla de la Santa Vera Cruz    |         |
| Real Cofradía de Nuestro Padre Jesús Nazareno y María Santísima de la Soledad | 1674                         | Iglesia de Santa Colomba         |         |
| Archicofradía de Nuestra Señora de los Dolores                                | 1911                         | Iglesia de San Bartolomé         |         |
| Hermandad de Caballeros del Silencio de Nuestro Padre Jesús Nazareno          | 1926                         | Iglesia de San Bartolomé         |         |
| Cofradía del Bendito Cristo de los Afligidos                                  | 1943                         | Iglesia de San Andrés            |         |
| Cofradía de la Entrada de Jesús en Jerusalén                                  | 1953                         | Iglesia de San Pedro             |         |
| Hermandad de la Santa Cena                                                    | 1969                         | Iglesia de San Bartolomé         |         |
| Cofradía de las Damas de la Virgen de la Piedad                               | 1993                         | Santuario de la Virgen de Fátima |         |

## Actos y procesiones
| Día                | Mañana                                                                | Tarde                                      | Noche-Madrugada                                   |
| Viernes de Dolores |                                                                       |                                            | Vía crucis procesional                            |
| Sábado de Pasión   |                                                                       |                                            | Traslado procesional del Ecce Homo de Valdeviejas |
| Domingo de Ramos   | Procesión de las Palmas Llamada de braceros                           | Procesión de Nuestra Señora de los Dolores | Traslado procesional de Jesús atado a la columna  |
| Lunes Santo        |                                                                       |                                            | Procesión de la Piedad                            |
| Martes Santo       |                                                                       | Procesión del Vía Crucis                   |                                                   |
| Miércoles Santo    |                                                                       |                                            | Procesión de la Santa Cena                        |
| Jueves Santo       | Pregón a caballo                                                      |                                            | Procesión del Silencio Procesión Penitencial      |
| Viernes Santo      | Procesión del Encuentro Procesión del Bendito Cristo de los Afligidos | Procesión del Santo Entierro               | Procesión de la Soledad                           |
| Sábado Santo       |                                                                       |                                            |                                                   |
| Domingo de Pascua  | Procesión del Resucitado                                              |                                            |                                                   |

## Música
Astorga cuenta con un patrimonio musical de carácter popular que, junto con la imaginería que participa en las procesiones, se constituye en seña de identidad de su Semana Santa. Entre lo más genuino se encuentra el conjunto de trompetas y bombo que, por ejemplo, participa en la procesión del Encuentro. Sus toques más populares son tres, mi-mi, mi-do y sol-sol-do, cuya autoría, según la tradición, corresponde a Leovigildo Blanco, director de la Banda Municipal en los años 1920. Otras piezas, menos populares y de carácter más lírico son El Encuentro, Nuestro Padre, Santa Rosa, San Gerardo y San Tirso, escritas por el también director de la Banda Municipal Sebastián Méndez en 1940.
La Banda Municipal participa desde 1868 en la procesión del Santo Entierro, aunque posteriormente ha formado parte del resto de desfiles procesionales. Entre su repertorio se encuentran piezas como Virgen de las Nieves o Piedad, de Pérez Devesa, Nuestro Padre Jesús o Cristo de la Sangre, de Cebrián, Taurus, de A. Amigo o Homenaje a Beethoven, de Sebastián Méndez, que es una de las pocas composiciones que los maestros de la Banda han dejado para la Semana Santa. Tras la construcción del cuartel de Santocildes, las bandas de música de los distintos regimientos que lo han ocupado han participado en los desfiles procesionales; así, el Regimiento de Infantería Órdenes Militares n.º 77 desde 1925, el Burgos n.º 36 desde 1931, el de Artillería n.º 27 desde 1939 o el Artillería Lanzacohetes de Campaña n.º 63 desde los años 1960.
En cuanto a las bandas de cornetas y tambores, en 1979 se creó la primera en el barrio de San Andrés —Agrupación Divina Pastora, que en 1998 se integró en la Cofradía del Bendito Cristo de los Afligidos—, a la cual siguió la de Puerta de Rey. Ambas protagonizaron musicalmente la Semana Santa de los años 1980, con repertorios de carácter militar, con cornetas afinadas en Si b-Do. En 1993 se fundó la banda de la Santa Vera Cruz y Confalón, que introdujo cornetas afinadas en Do-Re b, que posibilitó un repertorio más elaborado, y en 2008 se fundó la banda de cornetas y tambores de Nuestro Padre Jesús Nazareno y María Santísima de la Soledad, cuyos componentes se reparten entre cornetas, trompetas, trombones, bombardinos, tubas, tambores y timbales. Cada año, desde 1993, tiene lugar un certamen de bandas de Semana Santa en el que participan bandas de cornetas y tambores de diferentes lugares.
Otro aspecto importante, especialmente para la procesión penitencial de la Santa Vera Cruz y Confalón, es el canto. En 1989, Roberto Fresco escribió una melodía sobre un texto de Bernardo Velado inspirada en las cuatro primeras notas del Salve Regina; durante la procesión, y precedida por los sonidos de la esquila y la carraca, un coro entona las diferentes estrofas a las que responden el resto de hermanos con el estribillo. Dicha música, con otro texto, se canta durante el acto del Desenclavo, comentando los pasos que supone desclavar a Cristo. En la procesión de la Soledad, y desde 1889, las monjas de Sancti Spiritus cantan una salve a la imagen de María Santísima de la Soledad al paso de la procesión por delante del convento.
Hasta 1963 se organizó, por parte de la Santa Vera Cruz y Confalón, la procesión de los Pasos. Durante la misma se cantaba la Composición poética para cantar los Niños Nazarenos en la Procesión de Jueves Santo, conocida popularmente como vil populacho, escrita por el poeta Pompeyo Pérez Benito y con música de Leovigildo Blanco. El componente dramático del texto se complementaba con la escenografía, ya que el grupo de niños iba vestido con túnica negra, portando una cruz negra al hombro y una corona de espinas de color verde sobre la cabeza.
Por último, la Capilla de Música de la catedral, creada en la segunda mitad del siglo XV, perduró hasta la reforma que se implantó tras el Vaticano II. Hasta ese momento fue la institución musical más importante de la ciudad. Desde el Domingo de Ramos hasta el Domingo de Resurrección, la Capilla organizaba numerosas actuaciones y participaba en las procesiones que organizaban las cofradías; así, en 1599 la cofradía de la Santa Vera Cruz y Confalón formalizó un acuerdo a través del cual la Capilla se comprometía a acudir a las fiestas de la cofradía en mayo y septiembre así como a la procesión del Jueves Santo, la única que organizaba en aquel entonces. Tal acuerdo se rompió en 1782 pero, de forma remunerada, la Capilla siguió participando en las procesiones de dicha cofradía hasta 1931, así como en la de Nuestro Padre de Jesús Nazareno.